# Mercury (film)
Mercury (orig. název Mercury Rising) je americký akční thriller režiséra Harolda Beckera z roku 1998. Do hlavních rolí byli obsazeni Bruce Willis a Alec Baldwin. Film byl natočen podle novely Simple Simon z roku 1996, jejímž autorem je Ryne Douglas Pearson. Bruce Willis hraje postavu jménem Art Jeffries, tajného agenta FBI chránícího devítiletého autistického chlapce, kterému se podařilo prolomit přísně tajný vládní kód.

## Obsazení
| Bruce Willis       | Art Jeffries                    |
| Miko Hughes        | Simon Lynch                     |
| Alec Baldwin       | plukovník Nicholas Kudrow       |
| Chi McBride        | agent FBI Thomas "Bizzi" Jordan |
| Kim Dickens        | Stacey Siebring                 |
| John Carroll Lynch | Martin Lynch                    |
| Kelley Hazen       | Jenny Lynch                     |
| Lindsey Lee Ginter | Peter Burrell                   |